# Сражающаяся амазонка

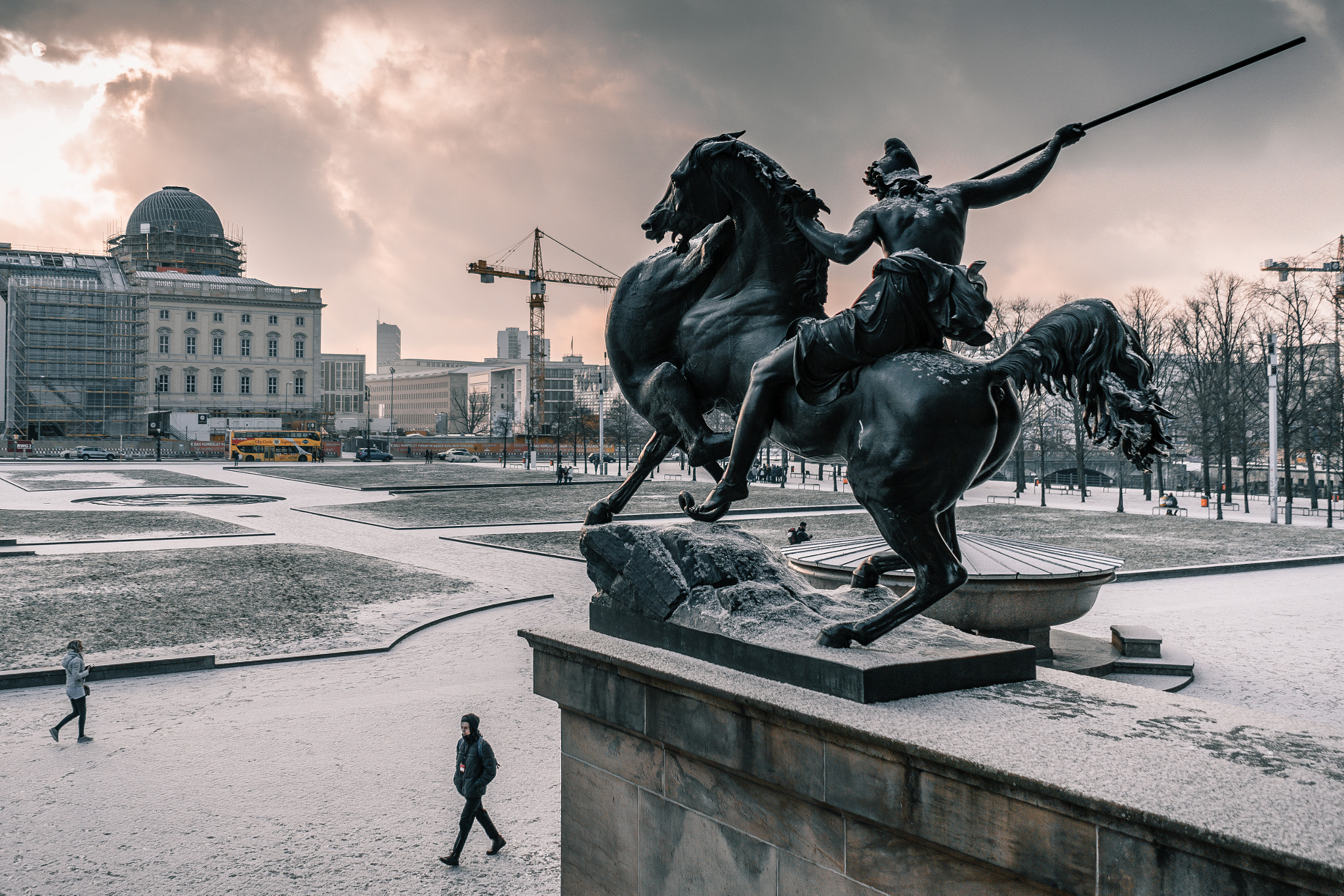
Памятник «Сражающаяся амазонка»

Памятник «Сражающаяся амазонка» (нем. Kämpfende Amazone) — монумент, сооружённый в г. Берлине (Германия) и установленный перед столичным Старым музеем.

## История
В 1839 году немецкий скульптор Август Кисс создал прославивший его скульптурный образ амазонки, сражающейся с пантерой. В 1842 году Кисс выполнил свою амазонку в мраморе для короля Баварии Людвига I, чуть позднее Кристоф Фишер отлил «Сражающуюся амазонку» Кисса в бронзе.
Скульптура была изготовлена в 1842 году и установлена на восточном стороне внешней лестницы, ведущей в Люстгартен перед Старым музеем в Берлине. На западном стороне внешней лестницы находится скульптура «Львоборца» (Löwenkämpfer) работы Альберта Вольфа, которая является аналогом «Сражающейся амазонки». Обе статуи весят каждая около трёх тонн.

## Описание
Представляет из себя бронзовую статую амазонку на вздыбленной лошади, пытающуюся копьём пронзить пантеру, впившуюся в горло скакуна.
Бронзовая копия «Сражающейся амазонки», отлитая в 1929 году, установлена перед Художественным музеем Филадельфии в США. Другие копии также находятся в Англии, Италии и других городах Германии.